# Anolis landestoyi
Anolis landestoyi — вид ігуаноподібних ящірок родини анолісових (Dactyloidae). Ендемік Домініканської Республіки.

## Поширення і екологія
Anolis landestoyi відомі з типової місцевості, розташованої в заповіднику Лома-Чарко-Азул в провінції Індепенденсія на заході Домініканської Республіки. Вони живуть в тропічних лісах, на висоті від 455 до 526 м над рівнем моря.